# Lijst van personen uit Tel Aviv

Wapen van Tel Aviv

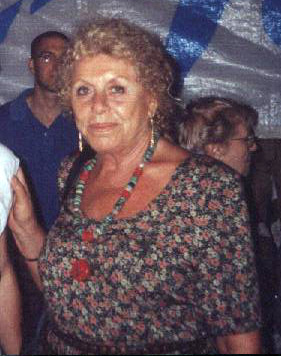
Politica Sjoelamit Aloni (1928-2014)

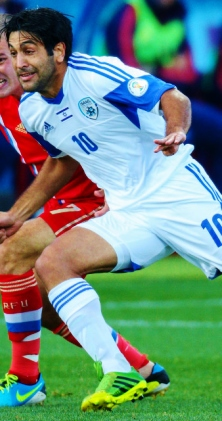
Voetballer Elyaniv Barda (1981)

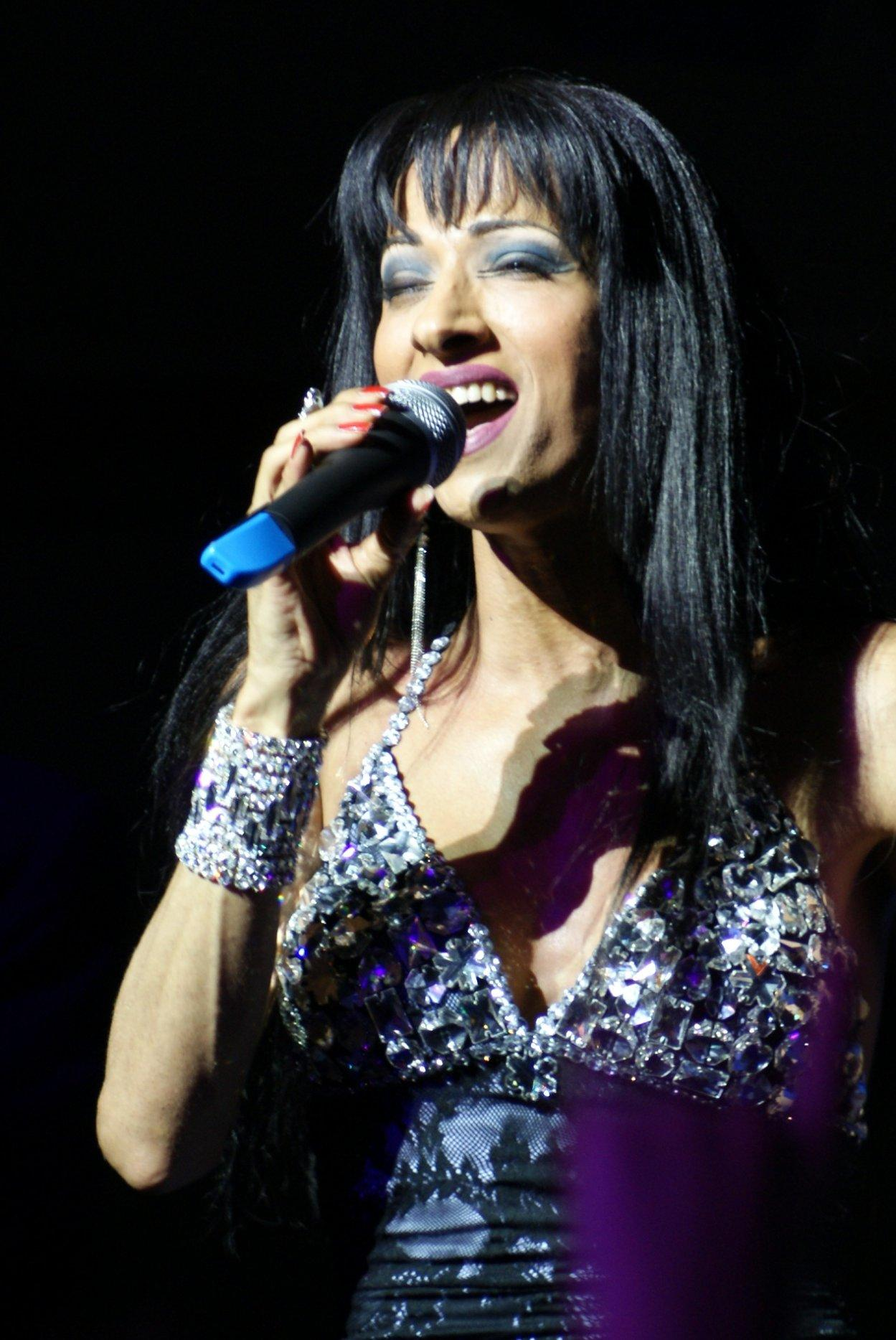
Zangeres Dana International (1972)

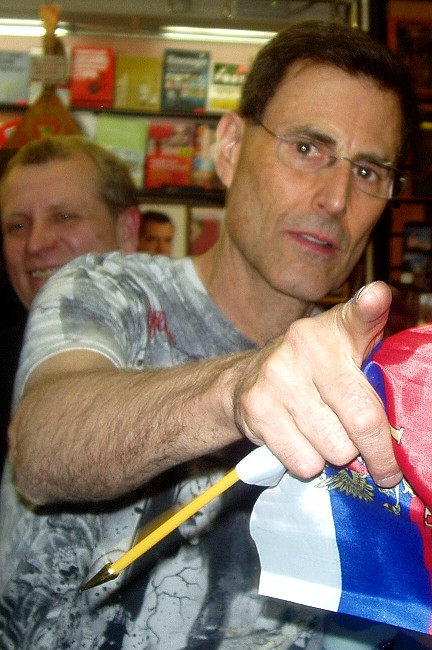
Mentalist Uri Geller (1946)

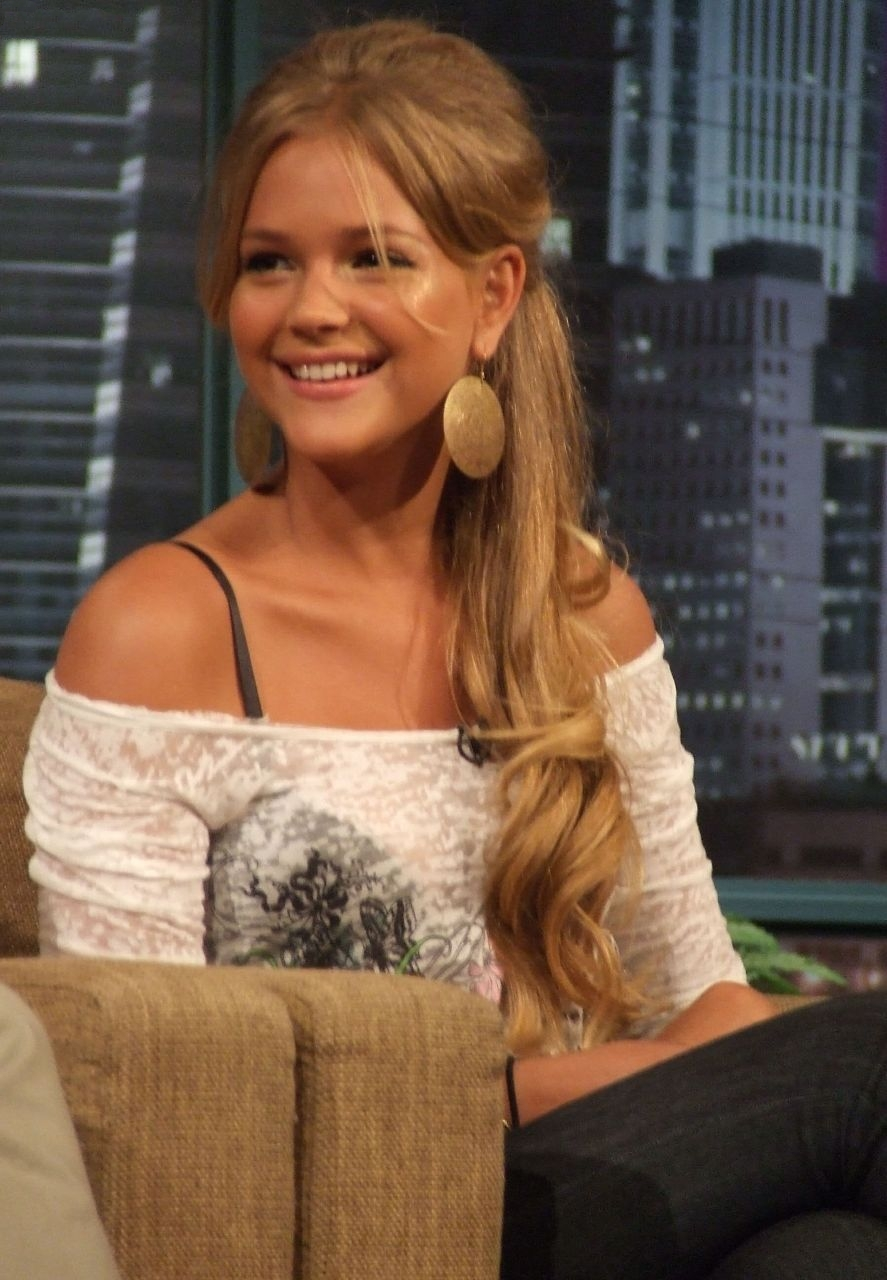
Fotomodel en actrice Esti Ginzburg (1990)

Beeldhouwer en kunstschilder Menashe Kadishman (1932-2015)

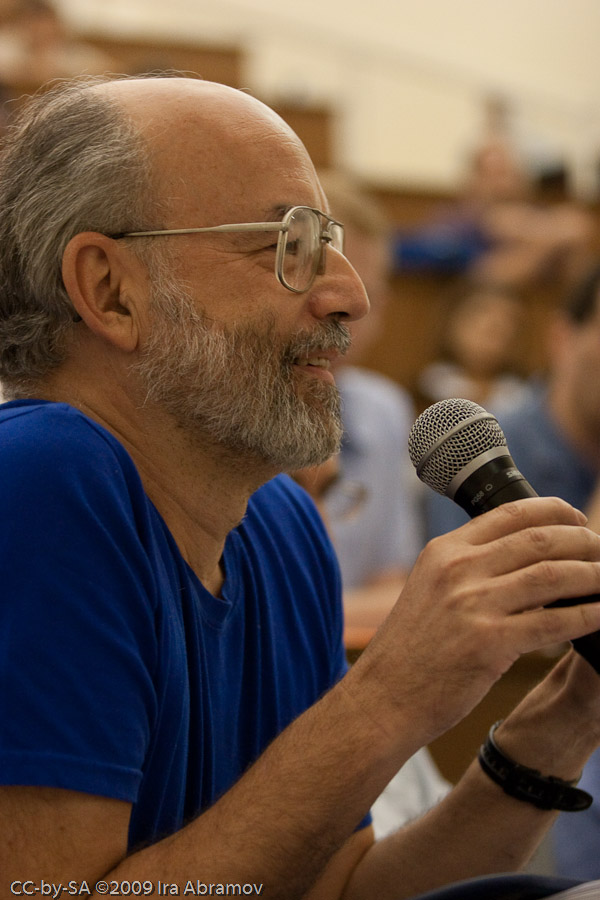
Informaticus Adi Shamir (1952)

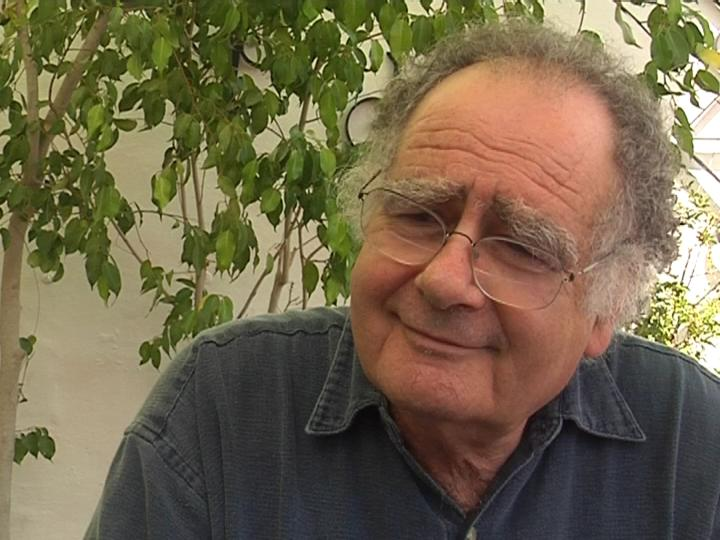
Beeldhouwer Micha Ullman (1939)

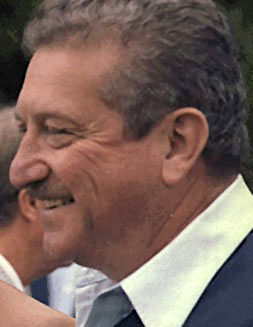
President Ezer Weizman (1924-2005)

Dit is een alfabetische lijst van personen uit Tel Aviv(-Jaffa), een stad in Israël. Het gaat om personen die hier zijn geboren.

## A
- Tai Abed (2004), voetballer
- Miriam Adelson (1945), miljardair en filantroop
- Yochanan Afek (1952), schaker
- Ofir Akunis (1973), politicus
- Sjoelamit Aloni (1928-2014), politica
- Yael Arad (1967), judoka, judotrainer, -commentator en sportbestuurder
- Ilan Averbuch (1953), beeldhouwer
- Din Din Aviv (1974), pop- en folkzangeres

## B
- Elyaniv Barda (1981), voetballer
- Nimrod Borenstein (1969), componist

## C
- Tamir Cahlon (1987), voetballer
- Anat Cohen (1975), jazzklarinettiste
- Carmela Corren (1938-2022), zangeres

## D
- Dana International (Sharon Cohen) (1972), zangeres

## E
- Arik Einstein (1939-2013), zanger, acteur en tekstdichter
- Michael Eitan (1944-2024), politicus

## F
- Oded Fehr (1970), acteur
- Dror Feiler (1951), Israëlisch-Zweeds kunstenaar, componist en vredesactivist
- Anat Fort (1970), pianiste

## G
- Itzik Galili (1961), danser en choreograaf
- Uri Geller (1946), mentalist
- Esti Ginzburg (1990), fotomodel en actrice
- Rivka Golani (1946), Canadees altvioliste
- Gidon Graetz (1929-2025), beeldhouwer

## H
- Dan Halutz (1948), generaal (voormalig opperbevelhebber)
- Zaharira Harifai (1929-2013), actrice
- Ofra Haza (1957-2000), zangeres
- Yitzhak Herzog (1960), politicus
- Benny Hinn (1952), Canadees evangelist en gebedsgenezer

## I
- Ilanit (Hanna Drezner) (1947), zangeres
- Motti Ivanir (1964), voetballer en voetbaltrainer

## K
- Menashe Kadishman (1932-2015), beeldhouwer en kunstschilder
- Daniel Kahneman (1934-2024), psycholoog en Nobelprijswinnaar (2002)
- Roni Kalderon (1952), voetballer
- Dani Karavan (1930-2021), beeldhouwer
- Ram Katzir (1969), Israëlisch-Nederlands graficus en beeldhouwer

## L
- Ahmad Abu Laban (1946-2007), Egyptisch-Deens imam
- Nadav Lapid (1975), filmregisseur en scenarioschrijver
- Yair Lapid (1963), politicus, columnist, journalist, tv-presentator, (kinderboeken)schrijver en filmacteur; sinds juni 2022 premier van Israël
- Raffi Lavie (1937-2007), kunstschilder en -leraar, muziek- en kunstcriticus
- Gal Leibovitz (1986), voetbalscheidsrechter
- Stav Lemkin (2003), Israëlisch-Spaans voetballer
- Niv Libner (1987), wielrenner
- Linet (1975), Israëlisch-Turks zangeres
- Moshe Lion (1961), burgemeester van Jeruzalem
- Tzipi Livni (1958), politica

## M
- Amos Mansdorf (1965), tennisser
- Gidi Markuszower (1977), Nederlands politicus
- Menashe Masiah (1973), voetbalscheidsrechter
- Ilan Mochiach (19??), musicus
- Dan Mori (1988), voetballer

## N
- Mordecai Naor (1934), geschiedkundige
- Yaakov Neeman (1939-2017), rechtsgeleerde, advocaat en politicus
- Yuval Ne'eman (1925-2006), politicus
- Benjamin Netanyahu (1949), politicus (o.a. premier)
- Aboe Nidal (Sabri al-Banna) (1937-2002), Palestijns terrorist
- Chanoch Nissany (1963), autocoureur

## O
- Tzipora Obziler (1973), tennisster

## P
- Judea Pearl (1936), informaticus
- Yaakov Peri (1944), politicus, topfunctionaris en voormalig hoofd binnenlandse veiligheidsdienst Sjien Beet
- Itzhak Perlman (1945), violist

## R
- Haim Ramon (1950), politicus en vakbondsbestuurder
- Shulamit Ran (1949), Israëlisch-Amerikaans componiste, muziekpedagoog en pianiste
- Mickey Rosenthal (1955), journalist en politicus
- Esther Roth-Shachamarov (1952), atlete

## S
- Gideon Sa'ar (1966), politicus
- Daniel Samohin (1998), kunstschaatser
- Gal Sapir (1990), voetballer
- Ayelet Shaked (1976), politica
- Adi Shamir (1952), informaticus
- Benny Shanon (1948), psycholoog en taalkundige
- Daniel Shechtman (1941), natuur-, scheikundige en Nobelprijswinnaar (2011)
- Keren Shlomo (1988), tennisster
- Avi Strul (1980), voetballer

## T
- Chaim Topol (1935-2023), acteur
- Rifaat Turk (1954), Arabisch-Israëlisch voetballer en politicus
- Shimon Tzabar (1926-2007), Israëlisch-Brits militair, columnist, journalist, dichter, (kinderboeken)schrijver, publicist, kunstschilder en paddenstoelendeskundige

## U
- Micha Ullman (1939), beeldhouwer

## W
- Ezer Weizman (1924-2005), president van Israël (1993-2000)
- Eliyahu Winograd (1926-2018), rechter

## Y
- Sheran Yeini (1986), voetballer

## Z
- Ghil'ad Zuckermann (1971), taalkundige en polyglot
- Ayelet Zurer (1969), actrice